# Tlaquiltenango
Tlaquiltenango är en ort i Mexiko.   Den ligger i kommunen Tlaquiltenango och delstaten Morelos, i den sydöstra delen av landet, 90 km söder om huvudstaden Mexico City. Tlaquiltenango ligger 924 meter över havet och antalet invånare är 19 056.
Terrängen runt Tlaquiltenango är kuperad åt sydost, men åt nordväst är den platt. Runt Tlaquiltenango är det tätbefolkat, med 319 invånare per kvadratkilometer. Närmaste större samhälle är Zacatepec, 3,5 km nordväst om Tlaquiltenango. I omgivningarna runt Tlaquiltenango växer huvudsakligen savannskog.